# Jon Olof Åberg
Jon Olof Åberg, né le 2 juillet 1843 et mort le 20 mai 1898, est un écrivain suédois.

## Publications
- Carl XV:s skyddsling (1872)
- Hjeltarne Jr ån Savolaks (1875)
- Baner i säcken (1876)
- Karl XILs värja (1878)
- Snapp-hanarne (1882)[1]
- Svenskarne på Hammershuus (1882)[1]
- Om tiden (1890)
- Filosofisk sedelära (I, II, 1893)
- Gengangere (1882)
- Om darwinismens betydelse för sedliga och religiösa frågor (1881)
- I äktenskapsfrägan (1883)
- Svenska bragder, skildrade för folket. (1883–84)
- Olika dagrar, religiösa samtal upptecknade af Amicus Veritatis (1884)
- Mannens akten-skapsålder af Styrbjörn Starke (1888)
- Stat och kyrka (1890)
- Carl Pontus Wikner. Hans lef nåd och läror (1889)
- Fyra föreläsningar i Göteborg (1891)